# Steel Brothers
Steel Brothers (Addington) Limited war ein neuseeländischer Hersteller von Automobilen.

## Unternehmensgeschichte
Das Unternehmen aus Christchurch erwarb 1973 von Lotus Cars die Rechte und Bauformen für den Lotus Seven der vierten Serie. So begann die Produktion von Automobilen. Der Markenname lautete Lotus. 1975 oder 1981 endete die Produktion.

## Fahrzeuge
Das originale Fahrgestell wurde verstärkt. Er wog damit 9 kg mehr als zuvor. Zunächst trieb ein Vierzylindermotor von Ford mit 1558 cm³ Hubraum die Fahrzeuge an. Von diesem Modell entstanden mehr als 100 Fahrzeuge.
Darauf folgte der 907, der vermutlich einen Motor von Vauxhall Motors erhielt.
Als letztes Modell ist der Super 907 genannt.